# مقاطعة وايت (أركنساس)
مقاطعة وايت (بالإنجليزية: White County)‏ هي إحدى مقاطعات ولاية أركنساس في الولايات المتحدة الأمريكية.